# Лупанариум
Лупанария (също лупанар, на латински: lupānar или lupānārium) е публичен дом в древен Рим, разположен в отделна сграда за целта. Името идва от латинската дума „лупа“ (на латински: lupa, вълчица), така в Рим са наричали проститутките.
Степента на разпространение на проституцията в римските градове може да се прецени по Помпей, където са намерени 25 – 34 помещения, използвани за проституция (отделни стаи, обикновено над винени магазини), и един двуетажен лупанариум с 10 стаи. При първите разкопки в Помпей, започнали в средата на 18 век, са установени 35 лупанарии в град от 20 000 души.
В Помпей такива места не е било прието да се рекламират. Ниска и незабележима врата водела от улицата към лупанариума. Въпреки това не е било трудно да се намери лупанариум за посещаващите го търговци и моряци. Посетителите се ориентирали по стрелките под формата на фалически символ, изваяни директно върху камъните на тротоара.
„Те навлязоха в лупанариума сред мрака, криейки се под ниските качулки наречени cuculus nocturnus (нощна кукувица), скриваща лицето на благороден клиент на публичния дом.“
В горния цитат Ювенал споменава тази тема в историята за приключенията на Месалина.

## Стенописите на стените на Лупанар в Помпей
- Сексуална сцена
- Сексуална сцена
- Сексуална сцена
- Ложе на жрица на любовта
- Указател на тротоара
- Графити в лупанар
- Групова сцена с бисексуална тематика
- Сцена с кунилингус